# Лавал Шеху
Лавал Шеху (нар. 15 січня 1985) — колишній нігерійський тенісист.
Найвищу одиночну позицію світового рейтингу — 1074 місце досяг 5 березня 2007, парну — 666 місце — 10 березня 2008 року.

## Фінали ITF Ф'ючерс

### Парний розряд: 4 (2–2)
| Фінали за покриттям |
| ------------------- |
| Тверде (2–1)        |
| Ґрунт (0–1)         |

| Результат | В-П | Дата     | Турнір                 | Покриття | Партнер              | Суперники                               | Рахунок             |
| --------- | --- | -------- | ---------------------- | -------- | -------------------- | --------------------------------------- | ------------------- |
| Перемога  | 1–0 | Сер 2005 | Сенегал F1, Дакар      | Тверде   | Канді Ідоко          | Денніс Біґґеманн Амадеус Фулфорд-Джонс  | 6–7(4), 7–6(6), 6–3 |
| Поразка   | 1–1 | Лис 2007 | Руанда F1, Кігалі      | Ґрунт    | Канді Ідоко          | Матве Мідделкоп Гвідас Сабецкіс         | 6–7(7), 4–6         |
| Поразка   | 1–2 | Гру 2007 | Нігерія F4, Лагос      | Тверде   | Канді Ідоко          | Абдул-Мумін Бабалола Джонатан Ігбіновія | 3–6, 4–6            |
| Перемога  | 2–2 | Бер 2008 | Нігерія F2, Бенін-Сіті | Тверде   | Абдул-Мумін Бабалола | Марек Сем'ян Ян Станчик                 | 6–3, 6–4            |